# Selgerd
Selgerd (persiska: سلگرد, Sīlgerd, سيلگرد) är en ort i Iran.   Den ligger i provinsen Östazarbaijan, i den nordvästra delen av landet, 600 km nordväst om huvudstaden Teheran. Selgerd ligger 864 meter över havet och antalet invånare är 345.
Terrängen runt Selgerd är varierad.Runt Selgerd är det ganska tätbefolkat, med 80 invånare per kvadratkilometer. Närmaste större samhälle är Hādīshahr, 8,0 km öster om Selgerd. Trakten runt Selgerd består i huvudsak av gräsmarker.